# Santiago Martín Báguenas
Santiago Martín Báguenas (¿? - Madrid, 22 o 23 de agosto de 1936) fue un agente de policía español que desempeñó importantes puestos durante el reinado de Alfonso XIII y, posteriormente, durante la Segunda República. Es también conocido por su papel en la conspiración militar que luego desembocaría en la Guerra Civil.

## Biografía
Policía de profesión, pertenecía al Cuerpo de Vigilancia. Durante la dictadura de Primo de Rivera tuvo un destacado papel en la represión de los movimientos izquierdistas y contrarios a la dictadura. En 1930, ocupando el general Emilio Mola el puesto de director general de Seguridad, nombró a Martín Báguenas jefe de la División de Investigación Social, una especie de policía política que tenía su sede principal en un caserón de la calle Víctor Hugo de Madrid. Desde este puesto se convirtió en un estrecho colaborador del general Mola, con quien estableció amistad. También mantuvo buenas relaciones con el inspector de policía Mauricio Carlavilla, junto al que participó en actividades conspirativas y atentados terroristas contra elementos demócratas.
Esta posición le hizo ganarse una manifiesta antipatía entre muchos sectores. De hecho, con la proclamación de la Segunda República en 1931, Martín Báguenas no simpatizó con el nuevo régimen. En mayo de 1931, tras los incidentes relacionados con la quema de conventos, fue suspendido de servicio y finalmente separado del cuerpo. Según contaría posteriormente Carlavilla, fue él quien atrajo a Martín Báguenas a la conspiración antirrepublicana que acabaría desembocando en «La Sanjurjada» de agosto de 1932. Martín Báguenas pasó a colaborar con los conjurados en calidad de informador, cobrando un sueldo mensual de 1500-5000 pesetas. Todo esto no impidió que posteriormente fuera reintegrado en la policía y llegase a ocupar importantes puestos, como jefe del Grupo Especial de la Presidencia del Consejo de Ministros —encargado de la protección de la residencia del jefe del gobierno—, jefe superior de Policía de Madrid, delegado de Orden Público en Cataluña y comisario-jefe del Cuerpo de Investigación y Vigilancia, disponiendo además de una gran libertad de movimiento. El historiador Alberto Reig Tapia lo considera un «Fouché» de la época. En septiembre de 1935, poco antes de la caída del gobierno presidido por Alejandro Lerroux, este propuso a Martín Báguenas para el cargo de director general de Seguridad. Sin embargo, el presidente de la República no respaldó a Lerroux y se negó a firmar el nombramiento, quedando el mismo en nada.
Según Paul Preston, en 1936 Martín Báguenas estuvo al frente de un intento de magnicidio contra el entonces jefe de Gobierno, Manuel Azaña.
En la primavera de 1936, Martín Báguenas ya estaba implicado en otra conspiración contra la República, siendo el hombre de los conspiradores dentro de la Dirección General de Seguridad. Ello le permitió avisar a su antiguo superior y «director» de la conspiración, el general Mola, de la inspección sorpresa que el director general de Seguridad José Alonso Mallol iba a llevar a cabo en Pamplona el 3 de junio con el objetivo de descubrir arsenales clandestinos de armas. Su aviso contribuyó decisivamente a que los registros policiales no encontrasen nada. Poco después del estallido de la Guerra Civil fue detenido por las autoridades republicanas y encarcelado.
La noche del 22 al 23 de agosto de 1936 resultó ejecutado en la prisión Modelo de Madrid.